# 4239-es mellékút (Magyarország)
A 4239-es számú mellékút egy majdnem pontosan 10 kilométer hosszú, négy számjegyű országos közút Békés vármegye területén; Dobozt köti össze Békéscsaba központjával.

## Nyomvonala
A Szeghalom-Gyula közt húzódó 4234-es útból ágazik ki, annak a 38,450-es kilométerszelvényétől, kevéssel az út Kettős-Körösön átívelő hídjának nyugati hídfője után. A 4234-es ott a folyóval párhuzamos irányt véve délkeletnek kanyarodik, a 4239-es pedig délnyugati irányban indul, Doboz külterületei közt. 1,2 kilométer után eléri Békéscsaba határszélét, innen majdnem pontosan egy kilométeren át a határvonalat kíséri, majd teljesen békéscsabai területre ér.
A 4. kilométere táján, alig 100-150 méternyi eltéréssel három elágazása is van: előbb a 42 145-ös út ágazik ki belőle délkelet felé, Gerla központjába, majd a 4238-as út torkollik bele északnyugat felől, Békés irányából, 18,7 kilométer teljesítését követően; végül a 4241-es út indul ki belőle, ismét csak délkeletnek, Fényes városrész felé.
Innen az út nagyjából egy kilométeren át Vandhátikertek külterületi városrész déli szélén, majd egy rövid külterületi szakaszt követve már a Dobozi úti kertek városrész házai között húzódik. 8,2 kilométer után egy körforgalmú csomóponttal keresztezi a 44-es főút nyomvonalát (amely itt 126 kilométer megtétele közelében jár). Ezután már belterületen folytatódik, Oncsakertek és Békekertek városrészek között. Itt már települési neve is van: a Dobozi út nevet viseli, így is ér véget, beletorkollva a 446-os főútba, annak 4,700-as kilométerszelvényénél.
Teljes hossza, az országos közutak térképes nyilvántartását szolgáló kira.gov.hu adatbázisa szerint 9,968 kilométer.

## Települések az út mentén
- (Doboz)
- Békéscsaba